# Christina Pohl
Christina Pohl (* 29. April 1965 in  Münden) ist eine deutsche Journalistin, Autorin, Podcasterin und Filmemacherin. Für die Dokumentation Die Räuber  gewann sie 2008 den Hanns-Joachim-Friedrichs-Preis.

## Leben
Nach dem Abitur am Grotefend-Gymnasium nahm Christina Pohl ein Studium der Anglistik, Hispanologie und Publizistik an der Freien Universität Berlin auf, welches sie mit dem Magister Artium abschloss. Danach absolvierte sie ein Praktikum bei der Firma Transvision/MTV in Berlin und arbeitete dort ab 1989 als Journalistin. Im gleichen Jahr gründete sie den Berliner Lokalsender Fernsehen aus Berlin (FAB). Seit 1991 arbeitet sie als Filmautorin in der Spiegel-Gruppe. In der Midlife-Kolumne Alter! schreibt Pohl auf Spiegel Online regelmäßig über ihren eigenen Umgang mit dem Alter. Mit Olaf Heuser veröffentlicht sie regelmäßig Folgen des Spiegel-Podcasts Sagen, was ist.
Christina Pohl ist ledig und hat ein Kind.

## Publikationen
- Christina Pohl: Fuckin' Fifty. Wie man in die Jahre kommt, ohne peinlich zu werden. Penguin, München 2021, ISBN 978-3-328-10776-7.

## Auszeichnungen
- 2008: Hanns-Joachim-Friedrichs-Preis für Die Räuber